# Бобринский, Александр Алексеевич
Граф Алекса́ндр Алексе́евич Бо́бринский (17 [29] мая 1823, Санкт-Петербург — 24 февраля [9 марта] 1903, там же) — русский государственный деятель из рода Бобринских, генеалог, крупный сахарозаводчик и землевладелец. Действительный статский советник (1861).

## Биография
Происходил из рода графов Бобринских — потомков Екатерины II и светлейшего князя Григория Орлова; сын Алексея Алексеевича Бобринского, шталмейстера двора, от брака с графиней Софьей Александровной Самойловой. Родился в Санкт-Петербурге 17 (29) мая 1823 года. Крестник императрицы Марии Фёдоровны.
В 1845 году окончил юридический факультет Императорского Санкт-Петербургского университета со степенью кандидата и 2 июля 1846 года был определён в Петербургское губернское правление с чином коллежского секретаря; 10 сентября назначен помощником столоначальника. С 11 февраля 1846 по 15 июля 1847 года находился в отпуске.

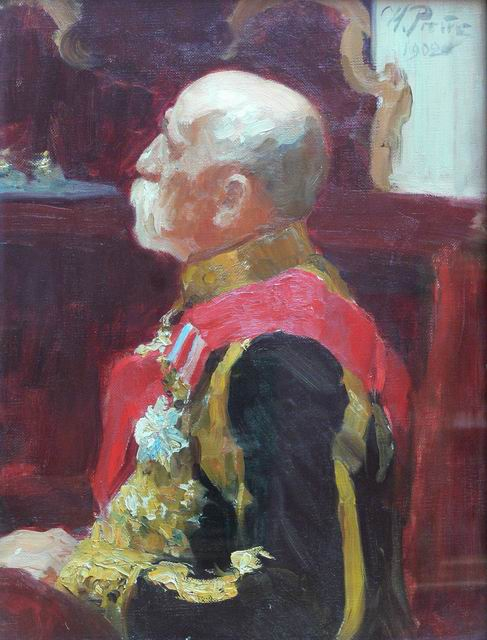
И. Репин. Граф А. А. Бобринский (этюд к картине «Торжественное заседание Государственного совета»). 1902

Вскоре за отличие 29 сентября 1848 года был произведён в чин титулярного советника; 16 сентября 1849 года назначен старшим секретарём. В 1850 году назначен чиновником особых поручений Министерства внутренних дел; получил звание камер-юнкера. С 29 сентября 1852 года — коллежский асессор, с 9 апреля 1853 года — надворный советник.
Во время Крымской войны, состоя вице-директором хозяйственного департамента Министерства внутренних дел, поступил в 1855 году в государственное ополчение в чине штабс-ротмистра ротным командиром во 2-ю дружину Санкт-Петербургского ополчения.
С 19 октября 1858 года — церемониймейстер, с 1861 года — действительный статский советник, камергер.
В 1861—1864 годах занимал должность санкт-петербургского гражданского губернатора. В это время в городе была учреждена Охтинская богадельня, устроено керосиновое освещение улиц, организовано движение конки по Невскому проспекту.
С 17 апреля 1870 года — шталмейстер, с 1 апреля 1890 года — обер-гофмейстер.
В 1869—1872 годах был санкт-петербургским губернским предводителем дворянства. В мае 1896 года присутствовал на коронационных торжествах в Москве.
С 14 мая 1896 года — член Государственного совета.
Имел ордена Российской империи до ордена Св. Александра Невского включительно.
Умер 24 февраля (9 марта)  1903 года в Петербурге; был похоронен в Александро-Невской лавре на Никольском кладбище.

## Научная, культурная и общественная деятельность
Генеалог, член учредительного собрания Русского генеалогического общества (19 января 1898). Был одним из создателей в 1866 году Киевской русской публичной библиотеки (ныне — Национальная парламентская библиотека Украины). Был членом Попечительского совета заведений общественного призрения в Санкт-Петербурге.
В 1881 году издал под инициалами «Гр. А. В.» собранные им «Студенческие песни 1825—1855 годов». Также составил и издал в 1890 году справочную книгу: «Дворянские роды, внесённые в Общий Гербовник Всероссийской империи» (т. I — до конца XVI ст., т. II — от начала XVII ст. до 1885 г.; краткие заметки о всех родах, внесённых в Гербовник, причём роды эти расположены в том порядке, в каком они появлялись в истории).

### Труды А. А. Бобринского
- Дворянские роды, внесённые в общий гербовник Всероссийской империи. Ч. 1: (До конца XVI столетия) / сост. Александр Бобринской. — СПб.: Тип. М. М. Стасюлевича. — 1890. — XXXVIII, [2], 756, [1] с.
- Дворянские роды, внесённые в общий гербовник Всероссийской империи. Ч. 2: (От начала XVII стол. до 1885 года) / сост. Александр Бобринской. — СПб.: Тип. М. М. Стасюлевича, 1890. — XLII, [2], 795, [2] с.
- Дворянские роды, внесенные в Общий гербовник Всероссийской Империи (в 2 ч.) на сайте «Руниверс»

## Землевладелец
В 1900 г. А. А. Бобринскому принадлежали такие имения: 597 десятин в селе Балаклее, 2863 десятины в Балаклейском лесничестве, 52 десятины с сахарным заводом в приселке Балаклейского сахарного завода, 2506 десятин в Будянском лесничестве, 2129 десятин в экономии Владимировка, 641 десятина в селе Гричковка, 1000 десятин в селе Константиновка с водяной мельницей, 597 десятин в селе Малое Староселье, 89 десятин на хуторе Могилевка, 1521 десятина и ветряная мельница на хуторе Николаевка, 878 десятин с ветряной мельницей и кузницей на ферме Репяшно, 1509 десятин и сахарный и сахаро-рафинадный заводы в местечке Смела и при нём, 934 десятины в экономии Софиевская, 1200 десятин в лесничестве Грушковская Люка и т. д.

## Семья

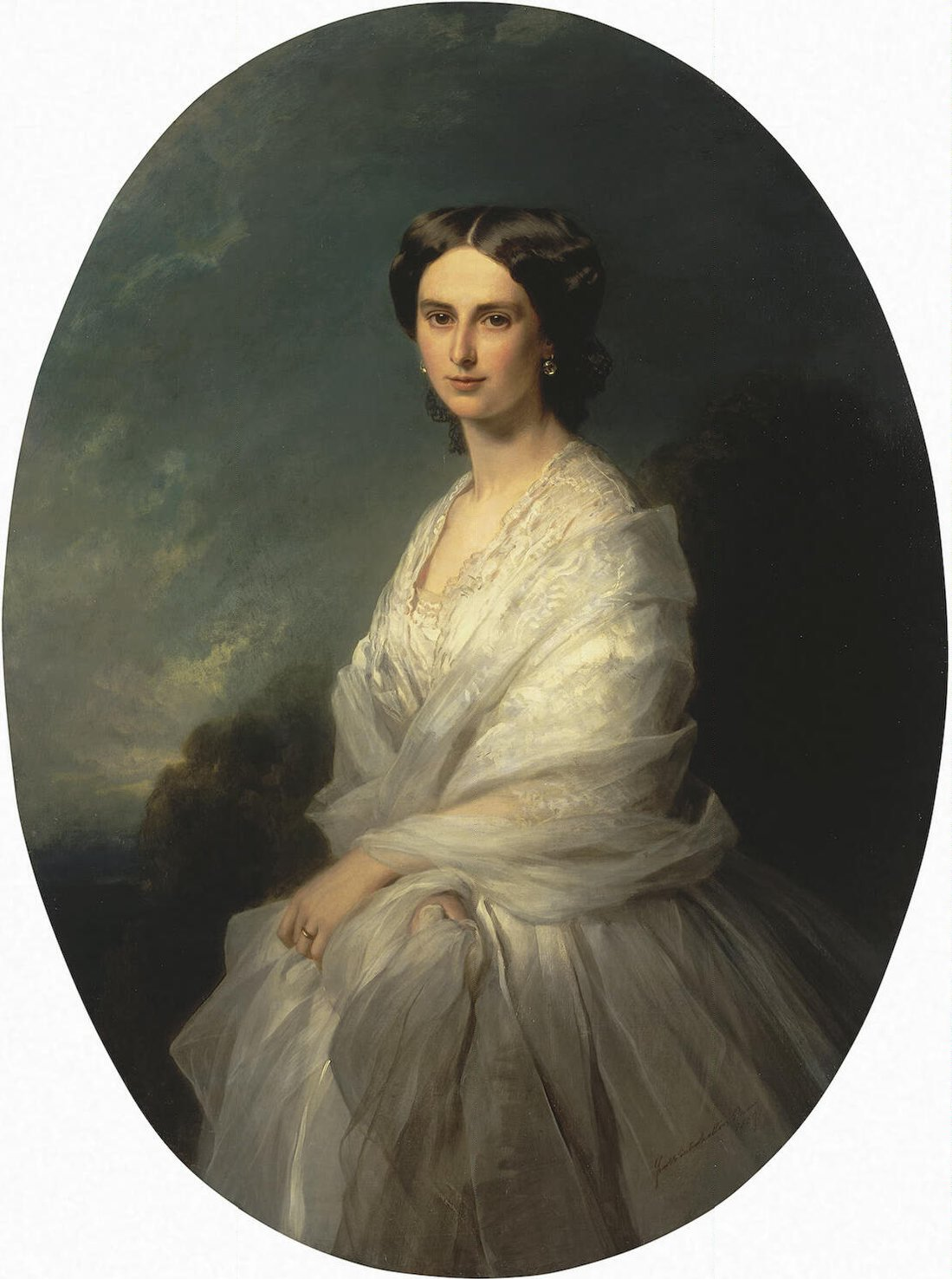
Софья Андреевна Бобринская. Художник Ф. Винтерхальтер (1857)

Жена (с 30 апреля 1850 года) — графиня Софья Андреевна Шувалова (17.07.1829 — 09.09.1912), фрейлина двора, дочь графа Андрея Петровича Шувалова (1802—1873) от брака с Фёклой Игнатьевной Зубовой, урождённой Валентинович (1801—1873; бывшей в первом браке за графом Зубовым). Если верить воспоминаниям А. Ф. Тютчевой, в конце 1840-х годов в очень красивую дочь графа Шувалова был влюблён принц Александр Гессен-Дармштадтский и намеревался на ней жениться, но император наложил категорический запрет на этот брак. По словам статс-секретаря А. А. Половцова, графиня Бобринская была «умна, ловка, хитра, но далеко не правдива, если внимательно слушать её, то часто в самых незначительных суждениях прорываются характерные взгляды, созданные в детстве влиянием отца — царедворца в самом полном смысле слова и атмосферою зимнедворцовских коридоров и прихожих», муж же её «был прост, но в высшей степени симпатичен искренностью и благородством чувств». Софья Андреевна занималась благотворительностью, в 1878 году по её ходатайству был открыт Мариинский приют, который она возглавляла до 1903 года. За свою работу была пожалована в кавалерственные дамы ордена св. Екатерины (малого креста). В браке родились пятеро сыновей:
- Алексей (1852—1927), обер-гофмейстер, сенатор, археолог. Эмигрировал во Францию.
- Владимир (28 октября 1853 — 30 ноября 1877), поручик, убит во время русско-турецкой войны (1877—1878). По отзыву А. А. Половцова, был «блестящим по дарованию и во всех отношениях прекрасный молодой человек»[15].
- Александр (25 августа 1855 — 10 ноября 1890, Больцано, Италия), камер-юнкер, писатель.
- Андрей (1859—1930), камергер, землевладелец и музыкант. Эмигрировал во Францию.
- Георгий (1863—1928), генерал-адъютант, галицийский генерал-губернатор. Эмигрировал во Францию.

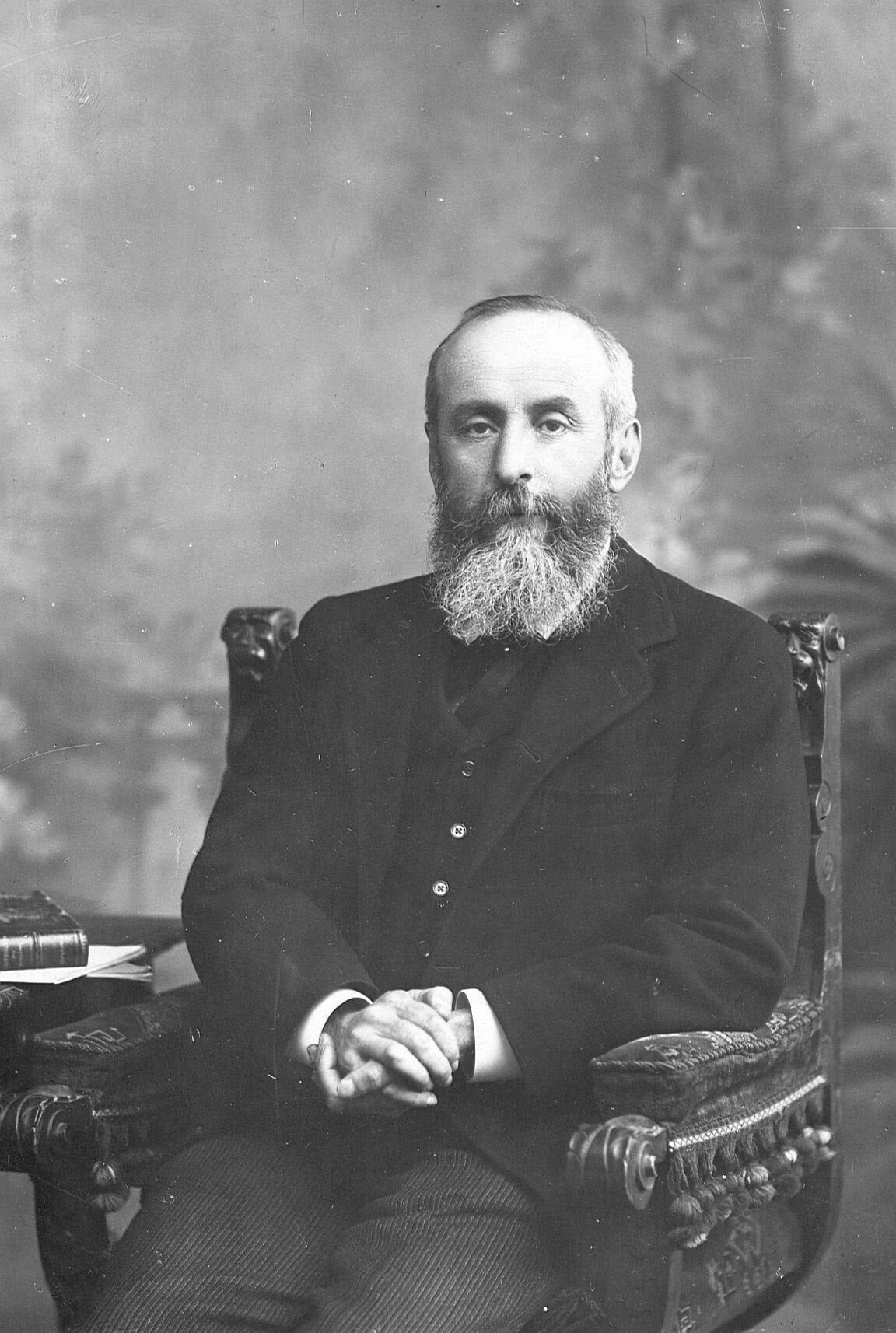
Алексей Александрович
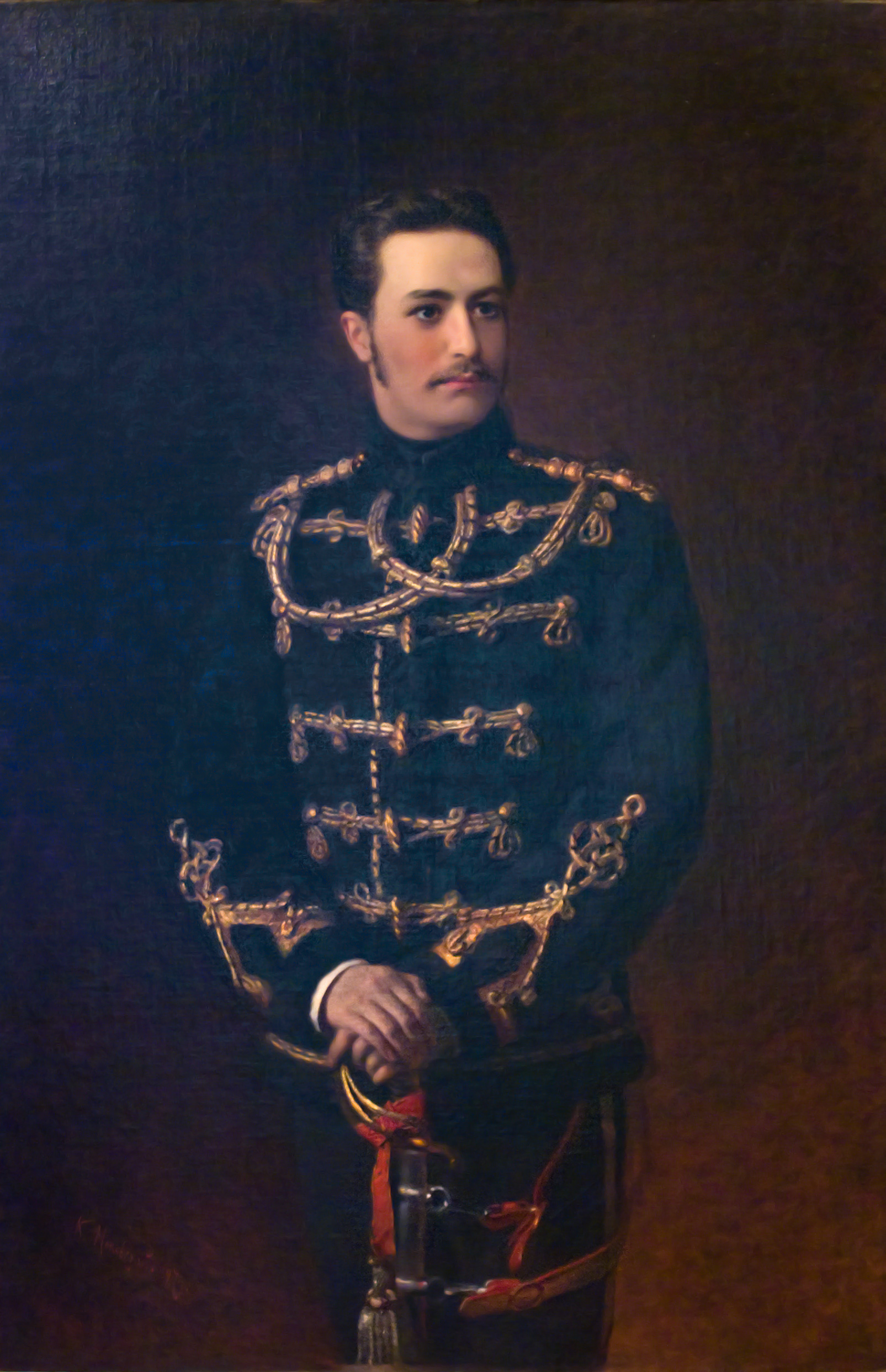
Владимир Александрович
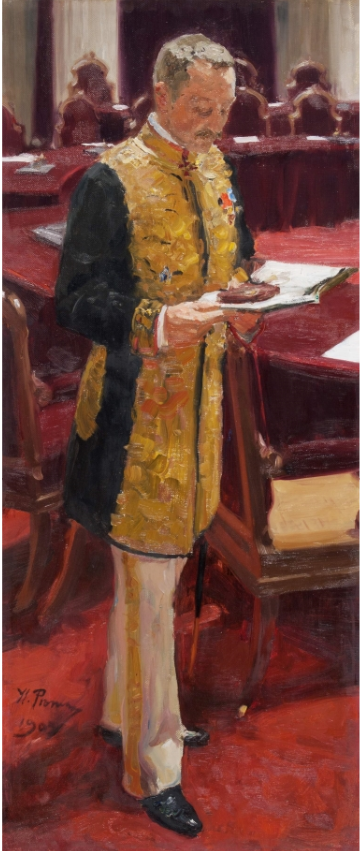
Андрей Александрович
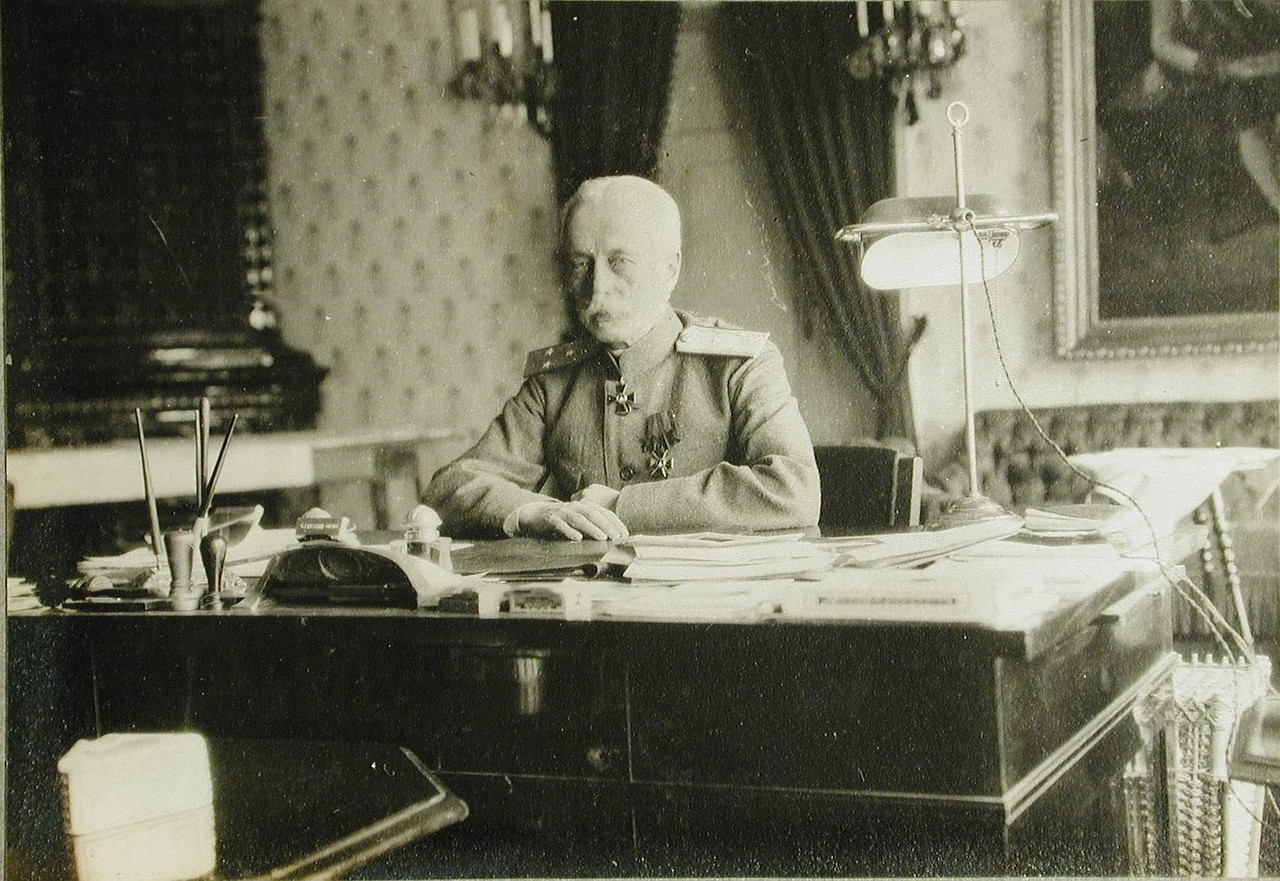
Георгий Александрович